# Pseudeurotiaceae
Pseudeurotiaceae es una familia de hongos del filo Ascomycota. Esta familia aún no ha sido clasificada taxonómicamente en ninguna de las clases ni órdenes de ascomicetos (incertae sedis).

## Características
Las características generales de los miembros de esta familia incluyen ascosporas hialinas o marrones, dentro de ascas de paredes delgadas dentro de un ascocarpo cleistotecial.